# 小行星9145
小行星9145（英語：9145 Shustov）是一颗围绕太阳公转的小行星。1976年4月1日，尼古拉·切爾尼赫在纳昂切尼奇发现了此天体。
这颗小行星的绝对星等为238.4347159941207等。